# Black Diamond Equipment

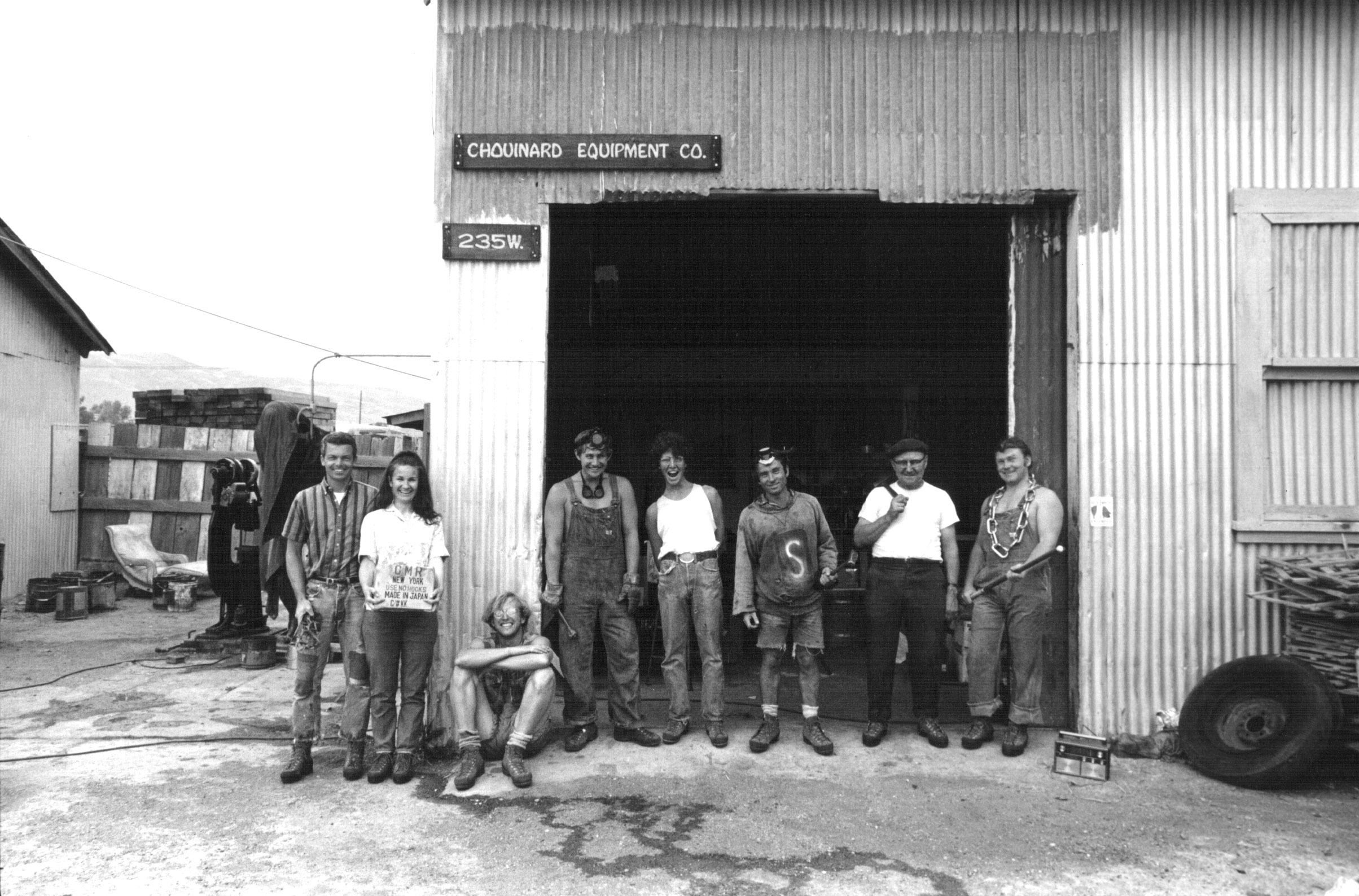
Chouinard Equipment Company, Ventura, California, 1969. De la stânga la dreapta: Tom Frost, Dorene Frost, Tony Jessen, Dennis Henneck, Terry King, Yvon Chouinard, Merle și Davey Agnew.

Black Diamond Equipment este un producător de echipamente pentru alpinism, schi și sporturi montane, cu sediul în Utah, Statele Unite. De asemenea, compania mai are un birou în Innsbruck, Austria. Compania este deținută de Clarus Corporation, care mai deține și Pieps, ClimbOn! Skincare și  Sierra Bullets.

## Istorie
Istoria Black Diamond Equipment datează de la sfârșitul anilor ’50, când alpinistul Yvon Chouinard a început să creeze pitoane forjate manual și să le vândă direct din portbagajul mașinii sale, în Yosemite Valley. Pitoanele lui Chouinard au căpătat repede reputație pentru calitate, iar Chouinard Equipment s-a născut la scurt timp în Ventura, California . 
La începutul anului 1989, după mai multe procese cu privire la legalitatea producției, continuând cu scăderea continuă a profitului, Yvon Chouinard a declarat falimentul companiei  .Black Diamond a fost fondată la 1 decembrie 1989, când activele Chouinard Equipment Ltd. au fost achiziționate de un grup de foști angajați ai companiei conduse de (acum fost CEO) Peter Metcalf și câțiva investitori externi. Metcalf a mutat compania și cei 45 de angajați din Ventura, California, în zona Salt Lake City, Utah, în septembrie 1991, pentru a fi mai aproape de oportunitățile de alpinism și de schi oferite de Munții Wasatch . 
În 1996 a fost înființată Black Diamond Equipment Europe, cu sediul la Reinach, Elveția, aceasta făcând ca produsele Black Diamond să fie disponibile pe scară largă în toată Europa. În 2006, în Zhuhai, China, a fost înființată Black Diamond Equipment Asia. În mai 2010, Black Diamond Equipment a fost achiziționată pentru 90 de milioane de dolari de către Clarus Corporation. Societatea rezultată a fost redenumită și este acum tranzacționată public pe NASDAQ sub numele de CLAR. 
În 2015, Black Diamond a anunțat că își va extinde unitatea de producție din Utah.  În 2016, au anunțat că își vor muta sediul european de la Reinach, la Innsbruck, în Austria. 

## Produse
Black Diamond Equipment proiectează și fabrică produse pentru alpinism, schi și sporturi montane. Produsele de alpinism includ carabiniere, bucle, hamuri, protecție de catarare activă și pasivă, crampoane, căști, coltari și piolete, pitoane cu surub pentru gheață, bouldering pads și echipamente pentru pereți mari . De asemenea, produc echipamente de schi și echipamente de protecție contra avalanșelor cum ar fi rucsacurile avansate din gama JetForce. Produsele montane ale companiei includ corturi și adăposturi, dispozitive de iluminat, bețe de trekking și rucsacuri . 
De-a lungul anilor, Black Diamond a achiziționat și a integrat mai multe companii producătoare de echipamente, inclusiv corturile Bibler (1997), chingile de cățărare Ascension  (1999) și produsele de escaladă Franklin (1998). În 2010, au achiziționat producătorul de rucsacuri Gregory Mountain Products, dar în 2014 l-au vândut producătorului de valize Samsonite . 

Produsele notabile Black Diamond includ dispozitivele de incărcare cu arcuri, cunoscute ca și carabinierele Camalot și Magnetron,  

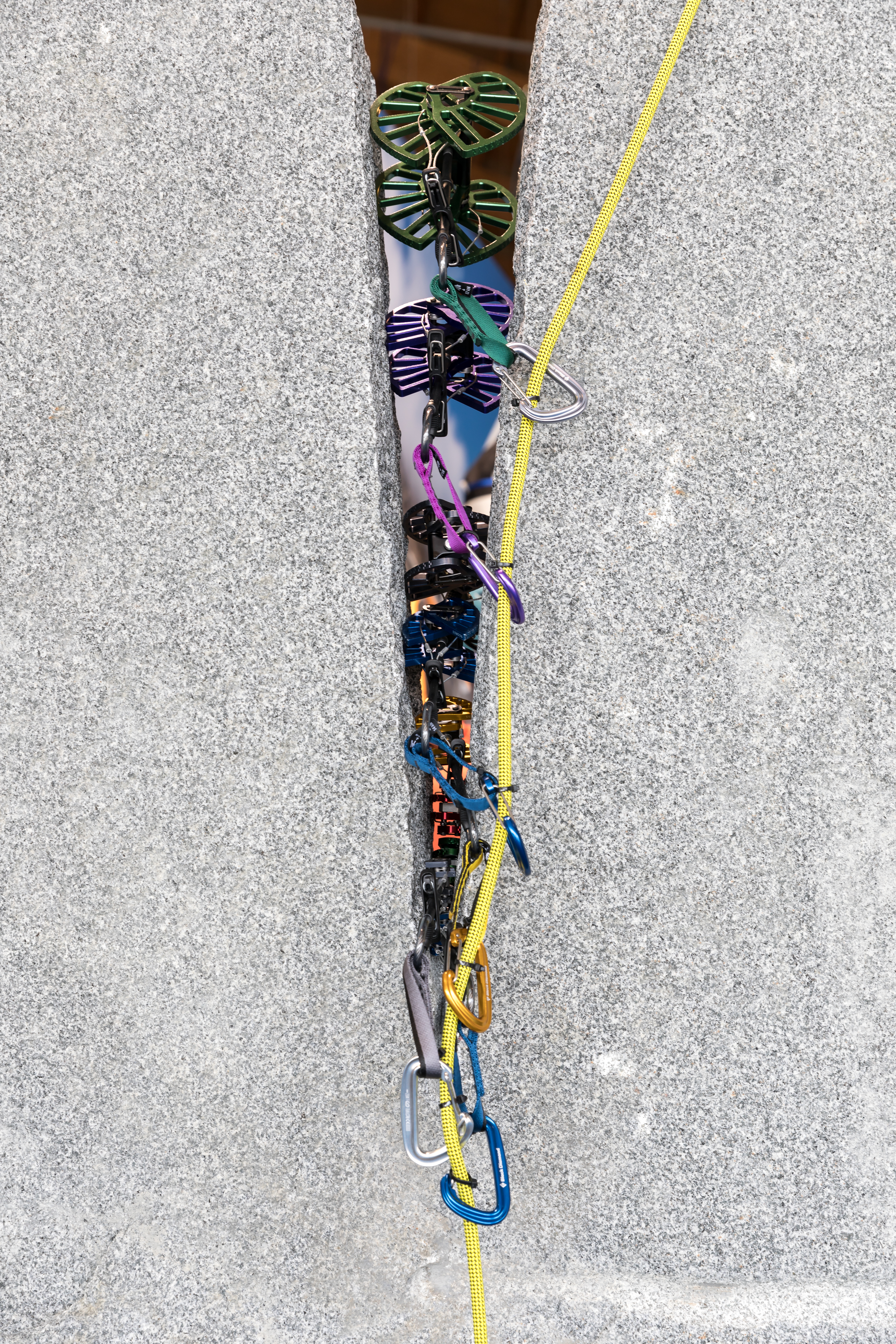
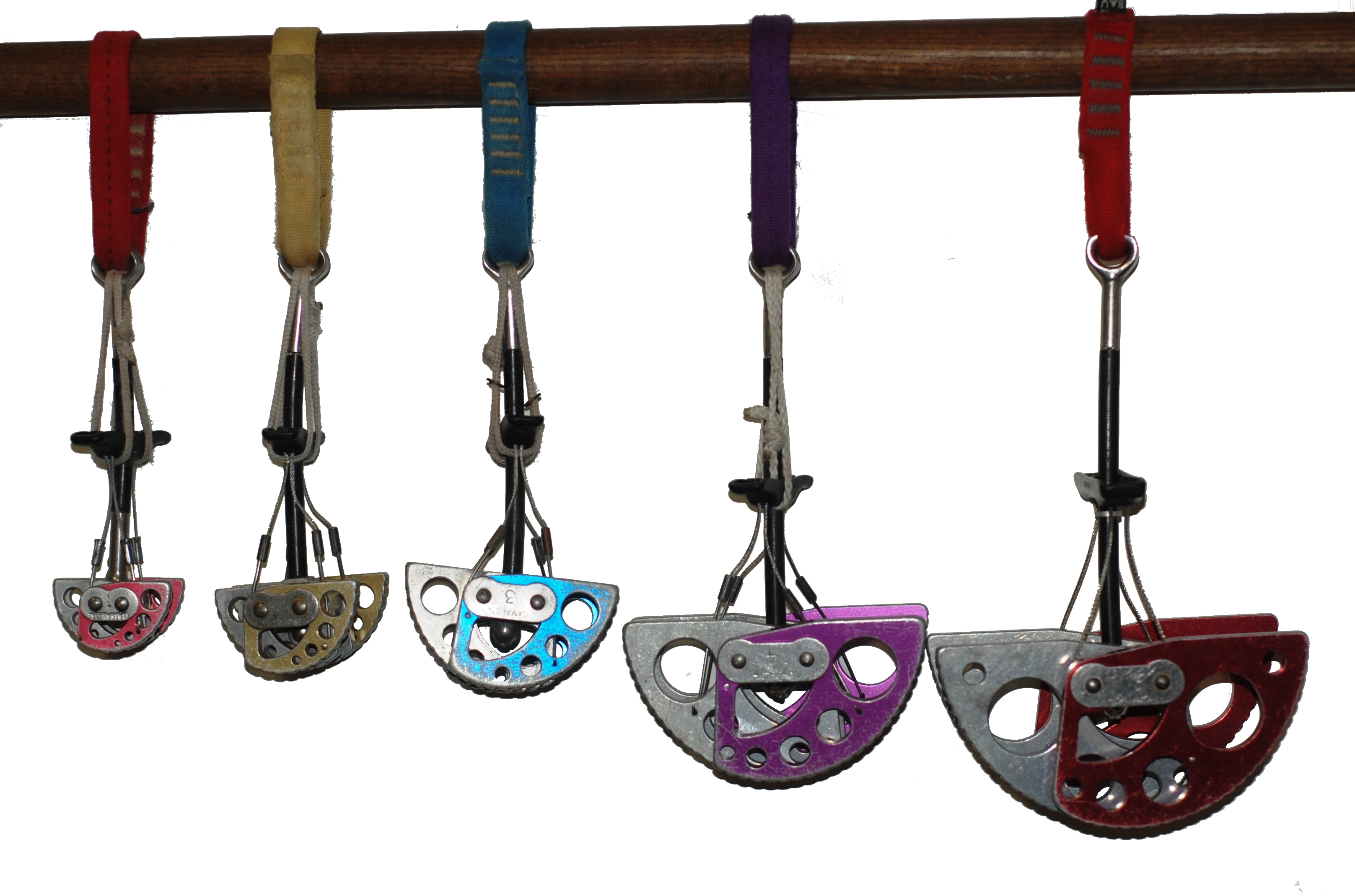
Black Diamond Camalot cams from around 2000
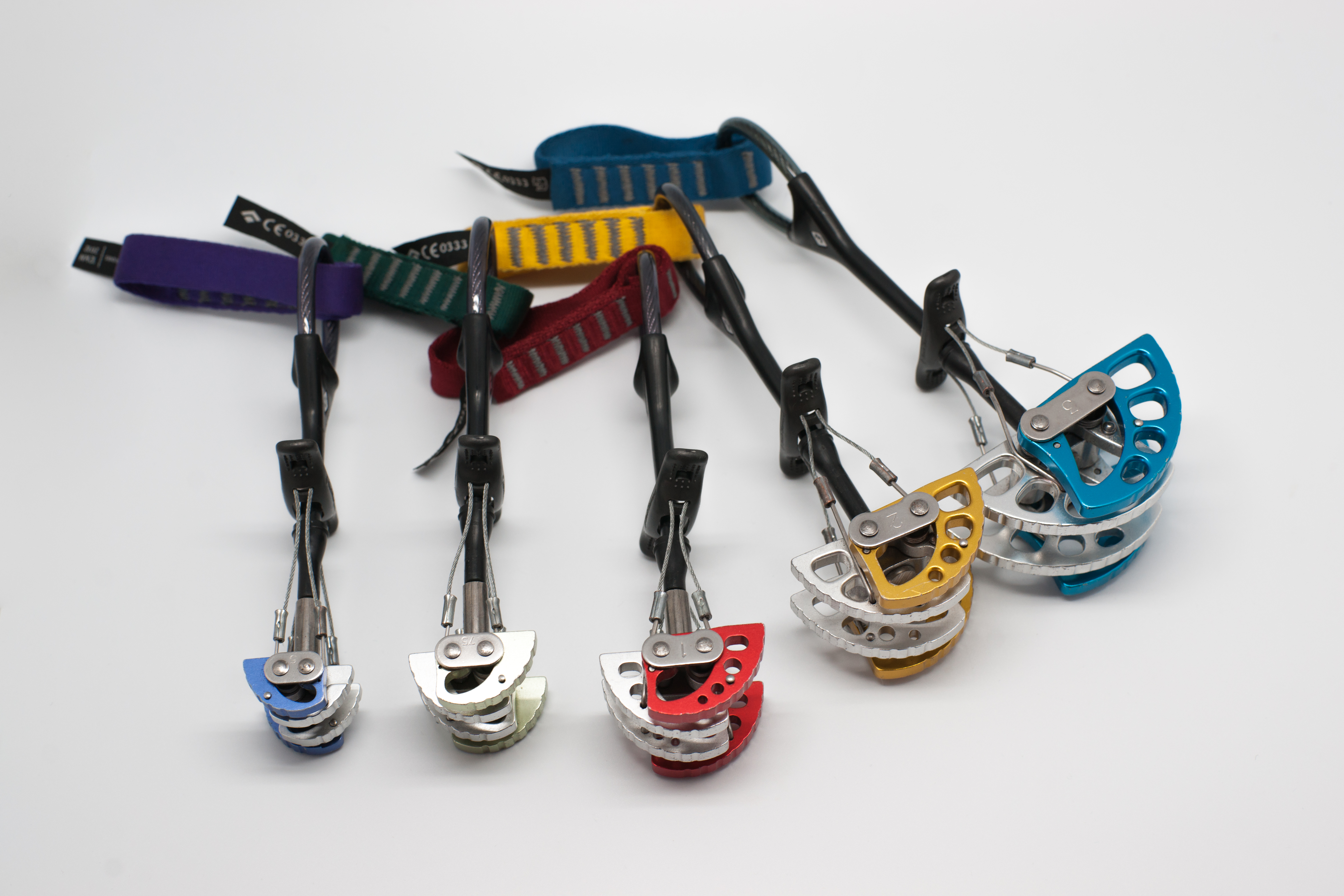
Black Diamond Camalot cams from 2010s
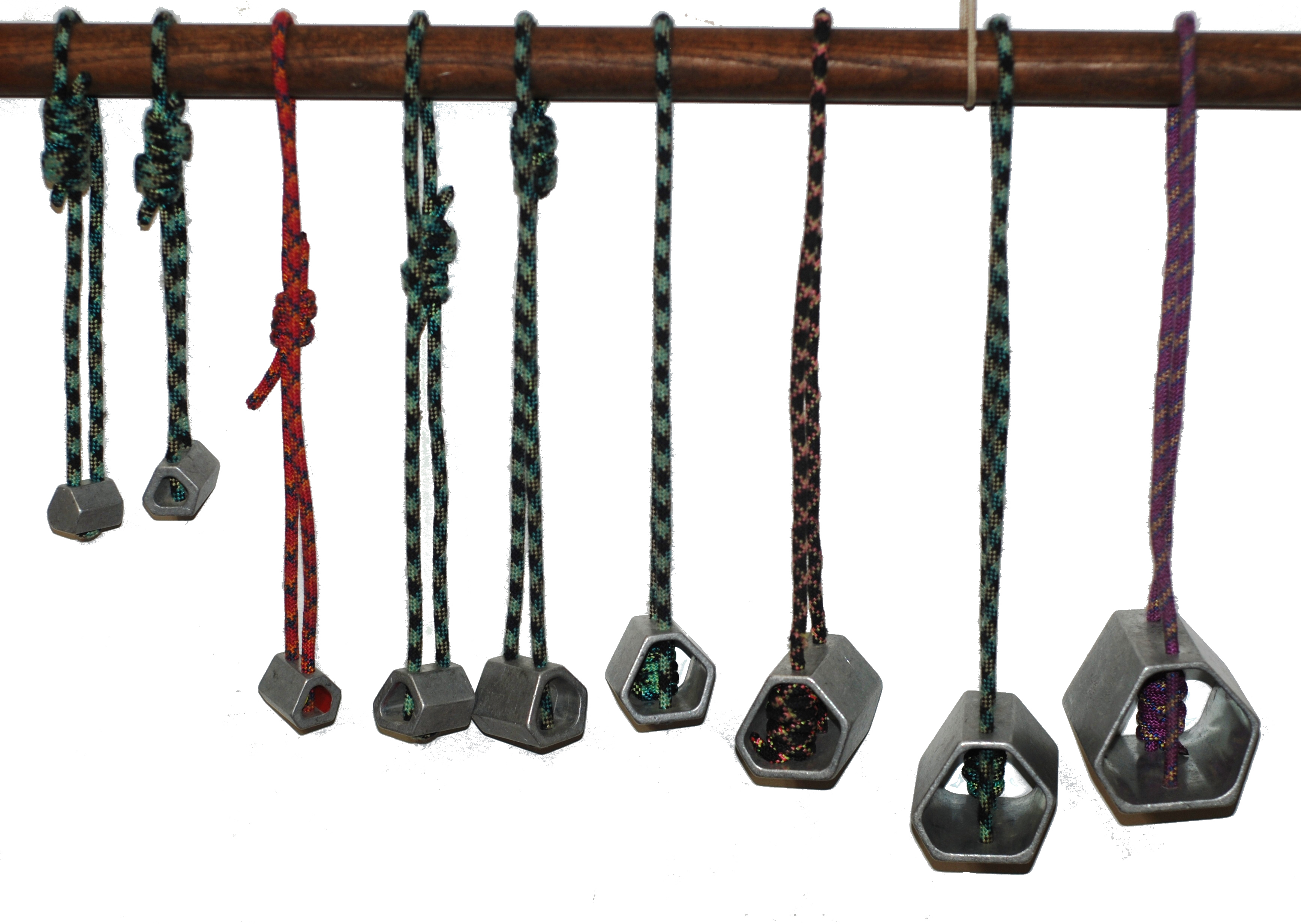
Black Diamond Hexes from around 1990s still followed design similar to Yvon Chouinard and Tom Frost patent from 1976
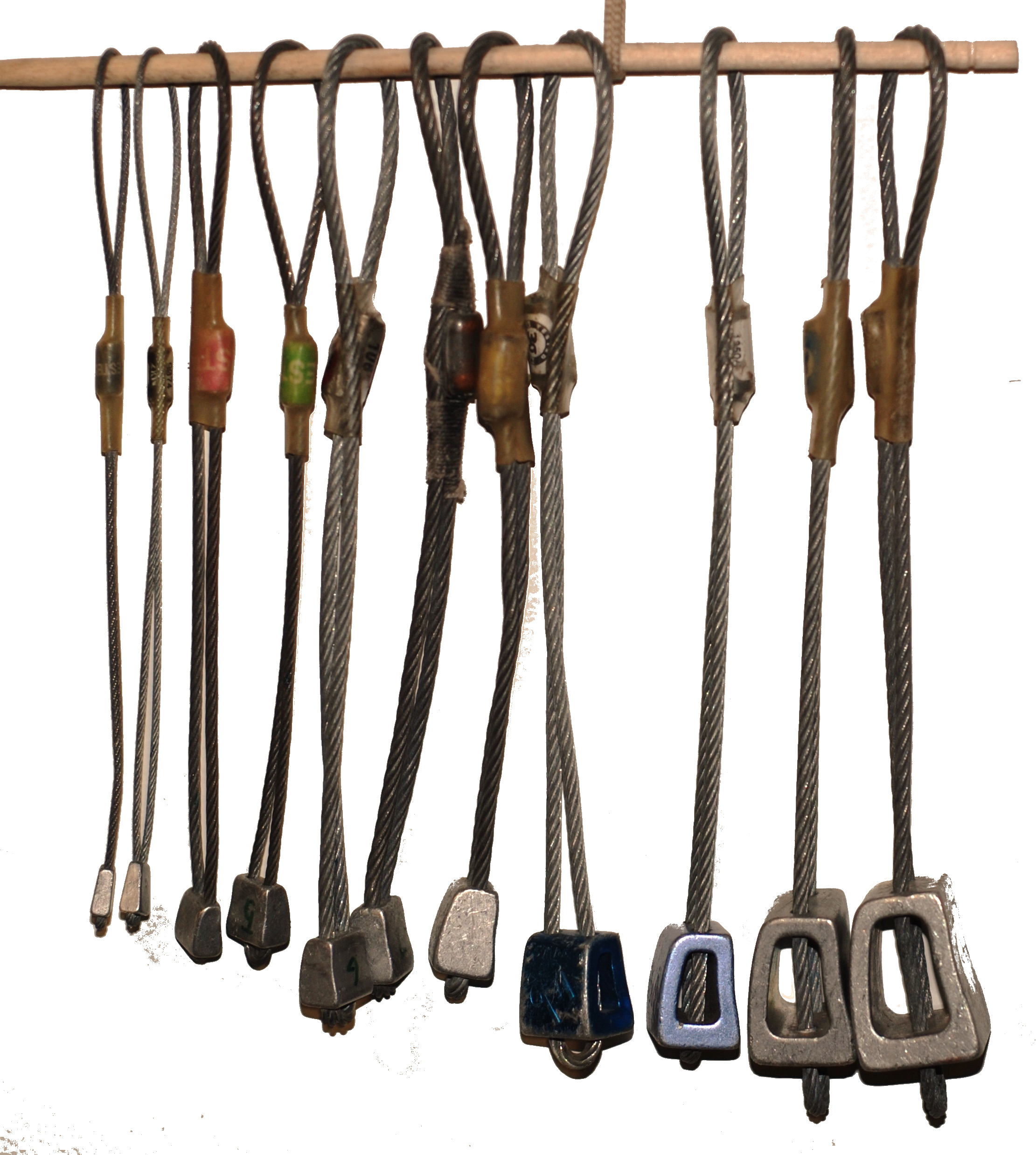
Black Diamond stopper nuts from 1990s
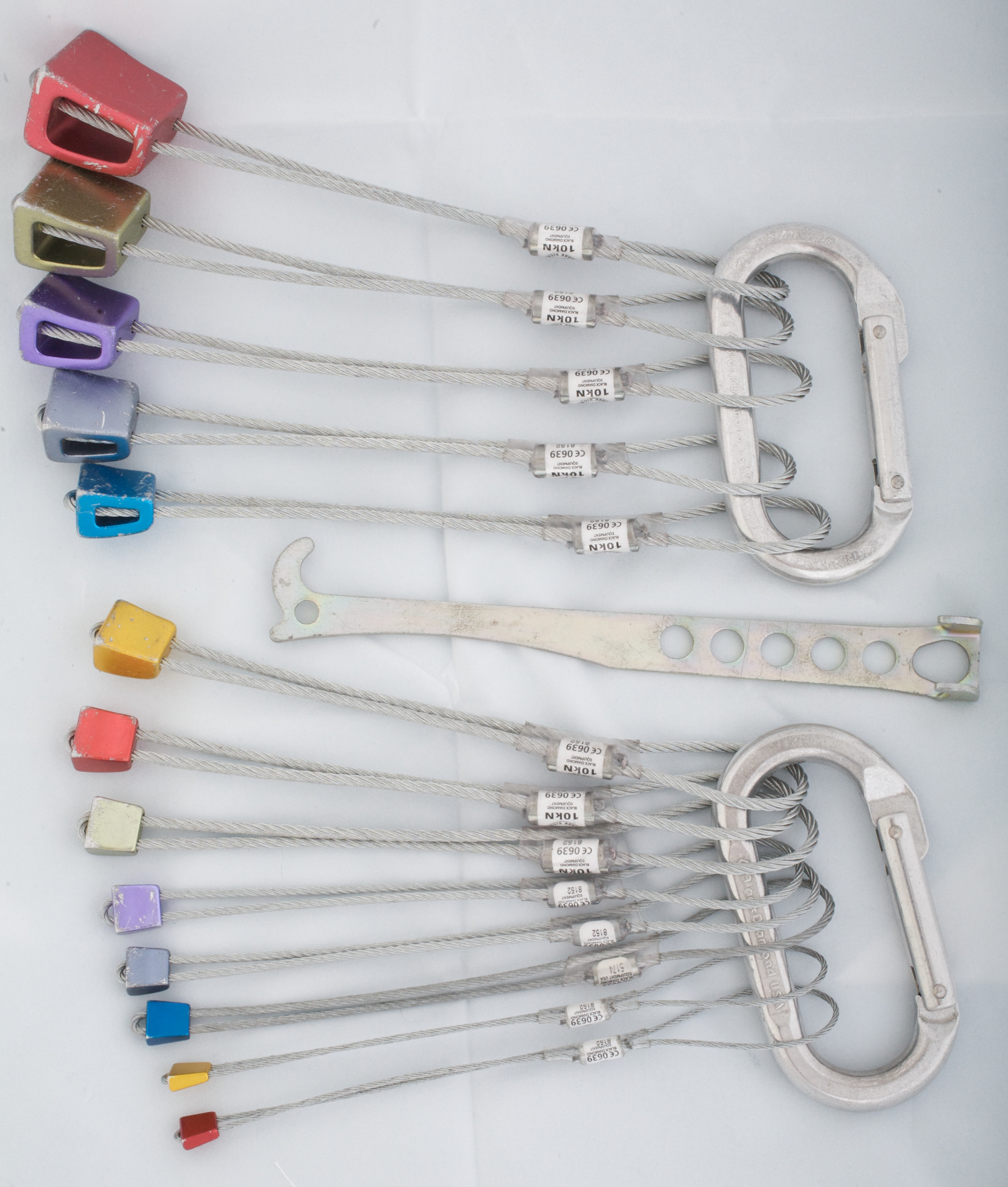
Black Diamond stopper nuts from 2010s
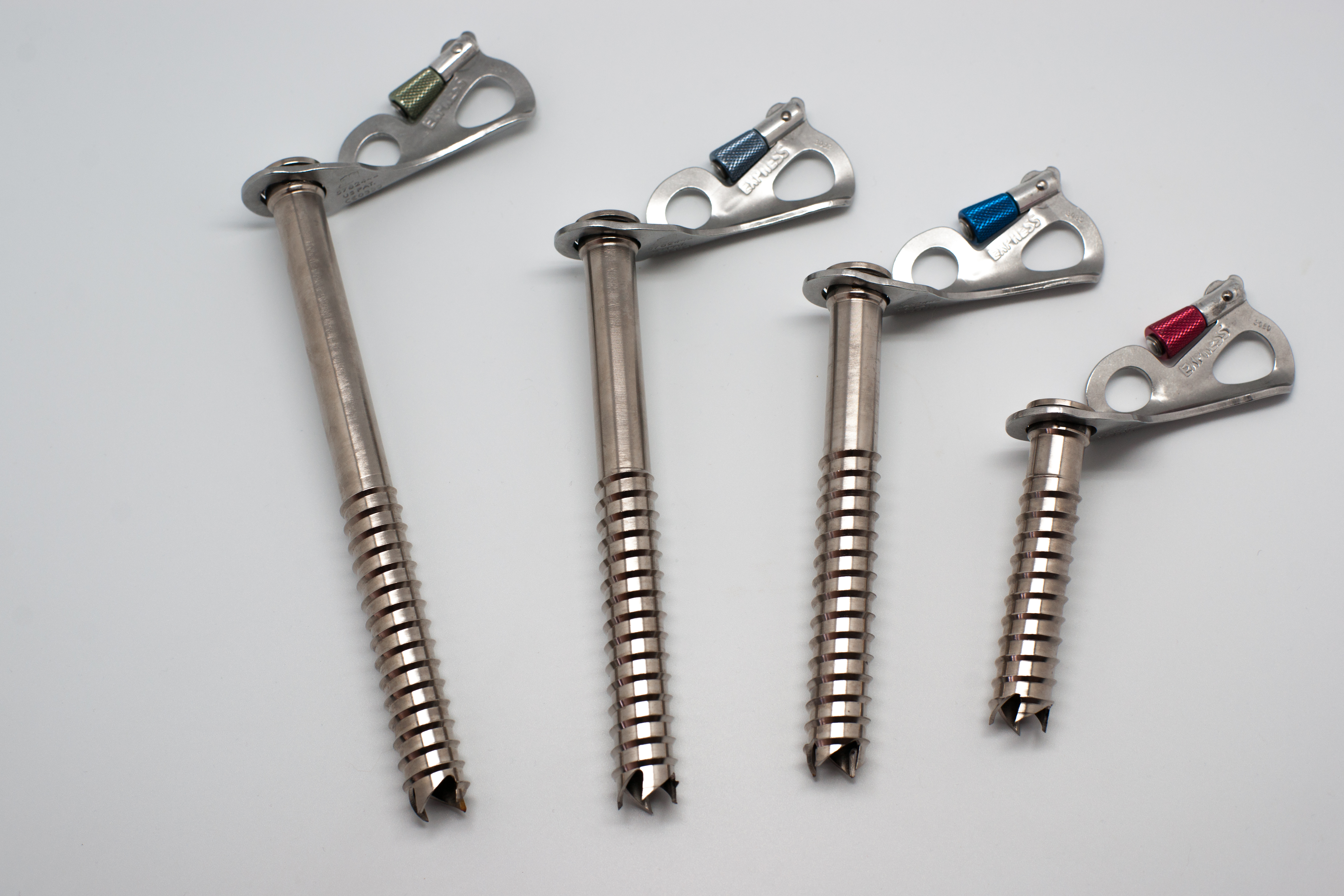
Black Diamond Express Ice Screws
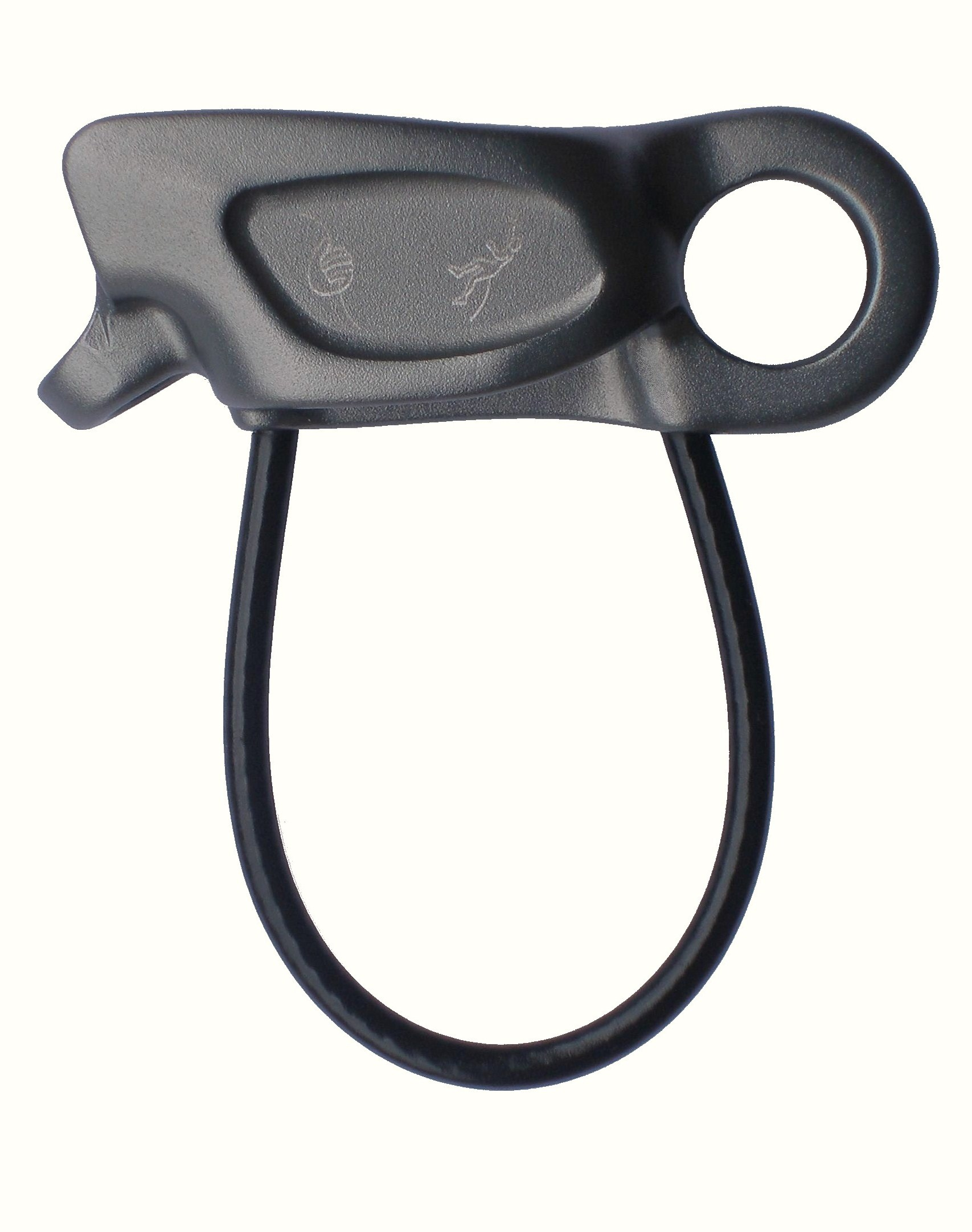
ATC Guide belay device
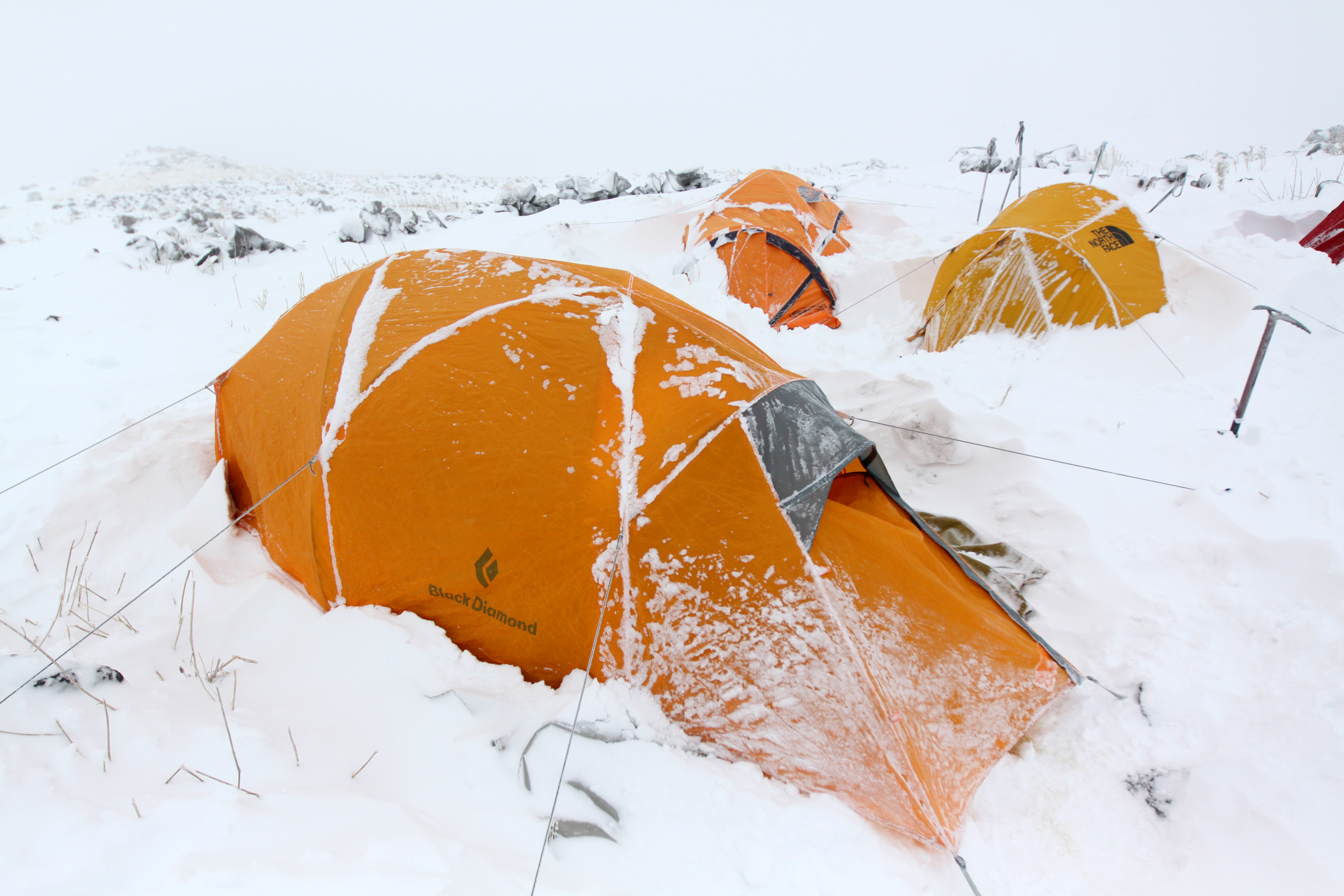
Black Diamond Tent, Stormtrack

## Ecologism și justiție socială
Black Diamond declară că reciclează cât mai multe deșeuri, că folosește în mod substanțial energia solară și eoliană și că sprijină organizațiile non-profit. 
Compania mamă a Black Diamond deține compania de muniție Sierra Bullets și este condusă de Warren Kanders, acționarul majoritar al grupului Safariland . Safariland Group este un mare producător de gaze lacrimogene și alte consumabile pentru forțele de poliție americane. Kanders a fost forțat să demisioneze din Consiliul de administrație al Muzeului Whitney în urma unor luni de proteste, iar activitățile sale de afaceri rămân o sursă de controverse. 
Fostul  CEO al Black Diamond, Peter Metcalf, a promovat o politica de susținere atât pentru industria outdoor, cât și pentru terenurile publice din Utah amenințate de pierderea statutului de terenuri destinate recreerii și activităților outdoor  . Nu există dovezi că proprietarii actuali continuă tradiția lui Metcalf.